# Банкомат
Банкоматът (от банков автомат; също ATM, съкращение от на английски: automated teller machine) представлява специализирано устройство с компютърно управление и мрежова връзка, предназначено за предоставяне и приемане на пари в брой (кеш) и извършване на парични трансакции за обслужване на клиентите на притежаващата го финансова институция.
Първият банкомат в света е бил инсталиран в Лондон през 1939 г., но след 6 месеца е бил изведен от употреба поради негативен прием от потребителите.
Съвременните банкомати работят с банкови карти с носител на данните магнитна лента или чип (смарт карта) и изискват въвеждането на ПИН код (персонален идентификационен номер) за удостоверяване на самоличността на картодържателя. Потребителите могат да теглят суми от своите банкови сметки, да проверяват баланси и наличности, да извършват нареждания за плащания и покриване на сметки и др.